# Menispermaceae
Menispermaceae is een botanische naam, voor een familie van tweezaadlobbige planten. Een familie onder deze naam wordt algemeen erkend door systemen van plantentaxonomie, en ook door het APG-systeem (1998) en het APG II-systeem (2003).
Het gaat om een middelgrote familie van enkele honderden soorten, vaak lianen of klimplanten.